# Берлински процес
Берлински процес (енгл. The Berlin Process) је дипломатска иницијатива повезана са будућим проширењем Европске уније.
Берлински процес је међувладина иницијатива сарадње која има циљ да ревитализује мултилатералне везе између Западног Балкана и одређеним земљама ЕУ, као и да побољша регионалну сарадњу земаља Западног Балкана у области инфраструктурног и економског развоја. Многи сматрају да је то једна од водећих политичких иницијатива трећег кабинета Ангеле Меркел које се тчу југоисточне Европе.
Почела је првом конференцијом о Западном Балкану у Берлину 2014. године, а затим је настављана на другом конференцијом о Западном Балкану у Бечу 2015. године. Трећа конференција је одржана у Паризу 2016. године. Последња конференција је планирана да се одржи у Риму 2017. године. Иницијатива Берлинског процеса је покренута у јеку раста евроскептицизма и одлуке коју је донео председник Европске комисије Жан-Клод Јункер да се ЕУ не проширује наредних пет година.
Следећи, шести самит Берлинског процеса се догађа 4–5 јула 2019. г. у пољском Познању.